# بیاتا کولمتس
بیاتا کولمتس (انگلیسی: Beata Kollmats؛ زادهٔ ۶ ژوئیهٔ ۱۹۹۲) بازیکن فوتبال اهل سوئد است.